# Grenville Turner
Grenville Turner FRS (Todmorden, 1 de novembro de 1936 – 22 de agosto de 2024) foi um físico britânico. Foi professor pesquisador da Universidade de Manchester. Foi um dos pioneiros da cosmoquímica.

## Trabalho científico
Turner foi uma figura importante na cosmoquímica desde a década de 1960. Seu trabalho pioneiro em gases raros em meteoritos o levou a desenvolver a técnica de datação argônio-argônio que demonstrou a grande idade dos meteoritos e forneceu uma cronologia precisa das rochas trazidas de volta pelas missões Apollo. Ele foi um dos poucos cientistas do Reino Unido a ser o investigador principal dessas amostras da Apollo.
Sua técnica de datação de argônio envolveu pirólise escalonada das rochas para forçar a saída do argônio e, em seguida, determinar as proporções isotópicas no gás por espectrometria de massa. Isso foi posteriormente refinado pelo uso de lasers. Essas técnicas têm sido inestimáveis para cosmoquímicos e geoquímicos, e foram aplicadas (por Turner e outros) para determinar a geocronologia dos diamantes e inclusões neles, e as idades precisas do manto e das rochas da crosta da Terra.
Ele passou a desenvolver técnicas ainda melhores, como a cronologia iodo-xenônio. Ele usou ionização por ressonância a laser de xenônio para medir amostras com apenas alguns milhares de átomos de xenônio; Isso permitiu que ele obtivesse dados precisos de pequenas amostras, incluindo côndrulos individuais. Ele poderia até rastrear processos secundários, como alteração por calor, fluidos ou choque.
Turner montou a primeira microssonda de íons no Reino Unido destinada ao uso principalmente para examinar material extraterrestre. Ele o usou para medir as variações de isótopos de oxigênio no meteorito marciano ALH 84001. Seus resultados lançaram luz sobre o ambiente em que os grãos de carbonato e os chamados microfósseis naquele meteorito se formaram.
Ele foi membro fundador da Rede de Análise Cosmoquímica do Reino Unido, uma rede de laboratórios em instituições de pesquisa que analisam material extraterrestre.
Ele continuou a ser um pesquisador ativo durante a aposentadoria. Em 2004, ele anunciou uma técnica de plutônio-xenônio para datar materiais terrestres.